# Granica naturalna
Granica naturalna – granica, która jest wyznaczona wzdłuż wyraźnych linii w terenie takich jak grzbiety gór, rzeki, brzegi mórz i jeziora.